# Fully Loaded 2000
Fully Loaded 2000 è stata la seconda ed ultima edizione dell'omonimo pay-per-view prodotto dalla World Wrestling Federation. L'evento si è svolto il 23 luglio 2000 alla Reunion Arena di Dallas (Texas).

## Risultati
| # | Risultati                                                                                               | Stipulazioni                                              | Durata |
| - | --- | --------------------------------------------------------- | ------ |
| 1 | The Hardy Boyz (Matt e Jeff Hardy) e Lita hanno sconfitto T & A (Test e Albert) e Trish Stratus         | Six-person mixed tag team match                           | 13:12  |
| 2 | Tazz ha sconfitto Al Snow                                                                               | Single match                                              | 05:20  |
| 3 | Perry Saturn (con Terri) ha sconfitto Eddie Guerrero (c) (con Chyna)                                    | Single match per il WWF European Championship             | 08:10  |
| 4 | The Acolytes Protection Agency (Faarooq e Bradshaw) hanno sconfitto Edge e Christian (c) per squalifica | Tag team match per i WWF World Tag Team Championship      | 05:29  |
| 5 | Val Venis (c) (con Trish Stratus) ha sconfitto Rikishi                                                  | Steel cage match per il WWF Intercontinental Championship | 14:10  |
| 6 | The Undertaker ha sconfitto Kurt Angle                                                                  | Single match                                              | 07:34  |
| 7 | Triple H (con Stephanie McMahon-Helmsley) ha sconfitto Chris Jericho                                    | Last Man Standing match                                   | 23:11  |
| 8 | The Rock (c) ha sconfitto Chris Benoit (con Shane McMahon)                                              | Single match per il WWF Championship                      | 22:09  |